# Salmacina setosa
Salmacina setosa är en ringmaskart som beskrevs av Langerhans 1884. Salmacina setosa ingår i släktet Salmacina och familjen Serpulidae. Inga underarter finns listade i Catalogue of Life.